# Fidżyjka ognistobrzucha
Fidżyjka ognistobrzucha, fidżijka ognistobrzucha (Prosopeia personata) – gatunek średniej wielkości ptaka z rodziny papug wschodnich (Psittaculidae). Występuje na Viti Levu (południowo-zachodnie Fidżi), prawdopodobnie dawniej również na Ovalau. Bliski zagrożenia wyginięciem.

## Taksonomia
Po raz pierwszy gatunek opisał George Robert Gray na łamach „Proceedings of the Zoological Society of London” w 1848. Miejsce odłowienia holotypu błędnie wskazał jako Nową Gwineę. Nowemu gatunkowi nadał nazwę Coracopsis(?) personata. Okaz pochodził z inwentarza Edwarda Smitha-Stanleya, 13. hrabiego Derby. Obecnie (2025) Międzynarodowy Komitet Ornitologiczny umieszcza fidżyjkę ognistobrzuchą w rodzaju Prosopeia. Jest to gatunek monotypowy.

## Morfologia
Długość ciała wynosi około 47 cm, masa ciała blisko 322 g. Wymiary dla nieokreślonej liczby osobników: długość skrzydła 236–248 mm u samców, 225–238 mm u samic; długość ogona 223–259 mm u samców, 215–245 mm u samic; długość górnej krawędzi dzioba 30–34 mm u samców, 25–28 mm u samic. Dymorfizm płciowy objawia się w mniejszym dziobie u samic. Większość upierzenia zielona. Przód głowy i okolice oka są czarne. Od dolnej części piersi po obszar między nogami ciągnie się żółta plama, której barwa w tył przechodzi w pomarańczową. Krawędzie chorągiewek zewnętrznych lotek niebieskie. Spód ogona brązowoczarny. Dziób i nogi czarne, tęczówka pomarańczowoczerwona. Osobniki młodociane wyróżniają się bledszym dziobem, czarnym polem z przodu głowy i brązową tęczówką.

## Zasięg występowania
Viti Levu (południowo-zachodnie Fidżi), prawdopodobnie dawniej zamieszkiwały również Ovalau i Mbau.

## Ekologia i zachowanie
Środowiskiem życia tych ptaków są lasy – pierwotne, a także wtórne, zarośla w okolicach wsi, namorzyny i ogrody. Odnotowywano ją od wybrzeży do 1200 m n.p.m. Jest to towarzyski ptak – obserwowany jest w parach i grupach liczących do 40 osobników; rzadko widuje się samotne ptaki. Fidżyjki ognistobrzuche żywią się owocami i nasionami, w tym fig. Zjadają również owoce roślin uprawnych – kasztany Inocarpus fagifer, gujawy i mango – kwiaty bananowców, gąsienice i dojrzewające ziarna zbóż. Pożywienia szukają przeważnie w koronach drzew.

### Lęgi
Okres lęgowy trwa od lipca do września. Gniazdo znajduje się w dziupli drzewa. Odnotowywano 2 jaja w zniesieniu, jednak lokalne doniesienia mówią o 3–4 młodych w grupach rodzinnych. Najdłużej żyjący osobnik w niewoli przeżył prawie 11 lat.

## Status
IUCN uznaje fidżyjkę ognistobrzuchą za gatunek bliski zagrożenia wyginięciem (NT – Near Threatened) nieprzerwanie od 2006 (stan w 2025). Wcześniej, w latach 2004 i 2000 otrzymał rangę narażonego (VU – Vulnerable). Liczebność populacji szacuje się na 40–100 tysięcy dorosłych osobników, a jej trend oceniany jest jako spadkowy. Zagrożeniem dla tych papug jest wycinka lasów – na Vitu Levu mniej niż 50% jest zalesione; lasy wycinane są pod uprawy mahoniowców. Gatunek figuruje na liście załącznika II CITES.

### W niewoli i muzeach

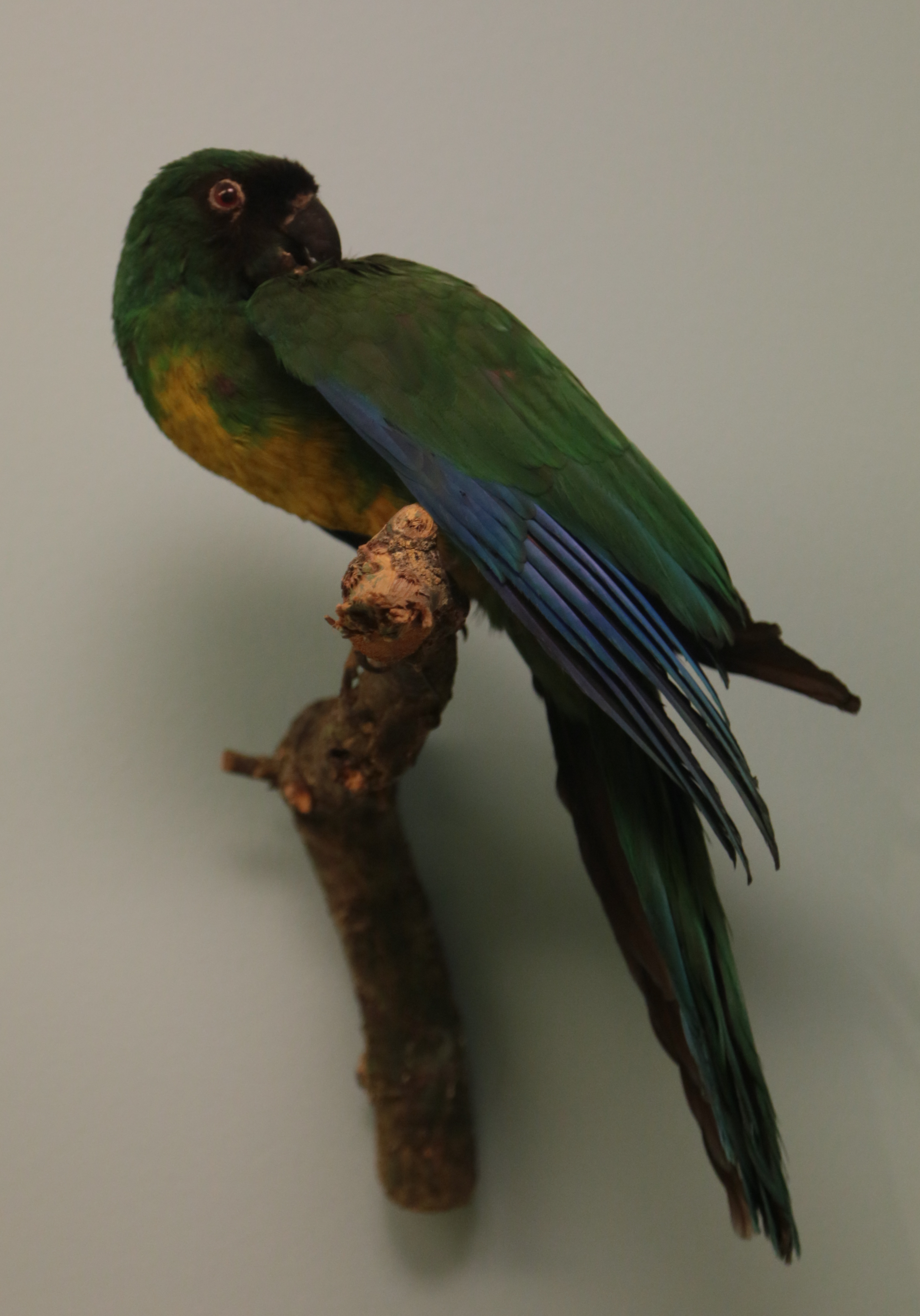
Okaz z Muzeum Historii Naturalnej w Londynie

Prawdopodobnie pierwszy osobnik w niewoli w Europie to ten w menażerii hrabiego Derby, a same fidżyjki ognistobrzuche nie znalazły się nigdy w publicznych kolekcjach tego kontynentu w XX i XXI wieku. Kilka osobników w połowie i pod koniec XIX wieku dotarło do europejskich ogrodów zoologicznych. Od 1862 trzy ptaki znajdowały się w kolekcji londyńskiego zoo. W Niemczech trzymano te ptaki w trzech placówkach – Ogrodzie Zoologicznym w Berlinie (od 1873 do około 1888), w Kolonii (od 1879) oraz nieistniejącym obecnie zoo w Hamburgu (od 1879; w kolekcji był jeden osobnik żółtej mutacji). W latach 70. XX wieku pojedyncze fidżyjki ognistobrzuche trzymano w San Diego Zoo oraz Taronga Zoo (Sydney) oraz, sporadycznie, w prywatnych kolekcjach w Europie, głównie Szwajcarii. Najbardziej znaczącym hodowcą był Romuald Burkard (1925–2004); w 1974 odchował trzy młode, krzyżówki fidżyjki ognistobrzuchej i czerwonej (P. splendens). Jest to rzadki gatunek także w europejskich kolekcjach muzealnych. Przetrzymywany jest np. w Muzeum Historii Naturalnej w Londynie (stała ekspozycja) i Birmingham Museum and Art Gallery (stan z 2011; jeden osobnik z kolekcji Waltera Chamberlaina, 1847–1920).